# Dissoctena granigerella
Dissoctena granigerella är en fjärilsart som beskrevs av Otto Staudinger 1859. Dissoctena granigerella ingår i släktet Dissoctena och familjen säckspinnare. Inga underarter finns listade i Catalogue of Life.